# Heilige Luciakerk (Mierlo)
De Heilige Luciakerk is de enige kerk in Mierlo en de parochiekerk van de Heilige Luciaparochie, een parochie die bestaat uit het dorp Mierlo. De kerk is gewijd aan Lucia van Syracuse. Per 1 januari 2015 is de parochie opgegaan in de parochie Heilige Nicasius. Dit is een parochie die de oude parochies uit Geldrop, Heeze, Leende, Mierlo en Sterksel omvat.

## Geschiedenis
De middeleeuwse kerk dateerde uit 1496. Ze werd in 1648 overgenomen door de hervormden en in 1814 kregen de katholieken hem weer terug. Ze werd echter na enige tijd te klein bevonden. In 1856 werd daarom begonnen aan de bouw van een nieuwe kerk. Deze werd geopend op 1 november 1858, met Allerheiligen, maar pas in 1859 was de kerk volledig voltooid. De kerk is ontworpen door de architect Hendrik Jacobus van Tulder, die ook vele andere kerken in Zuidoost-Brabant heeft ontworpen. 
Binnenin de huidige toren zijn nog overblijfselen van de oorspronkelijke gotische toren te vinden. Ook is er nog een klok uit 1414, waarschijnlijk gegoten door Jan van Venlo. De twee andere klokken zijn uit 1953 en gegoten door Klokkengieterij Eijsbouts.